# Phoenissa
Phoenissa là một chi bướm đêm thuộc họ Geometridae.